# کارل موزر
 کارل موزر (انگلیسی: Karl Moser؛ ۱۰ اوت ۱۸۶۰ – ۲۸ فوریهٔ ۱۹۳۶) یک معمار اهل سوئیس بود.